# Aleksandar Kostadinov
Alexandar Stoyanov Kostadinov –en búlgaro, Александър Стоянов Костадинов – (Kiustendil, 28 de julio de 1988) es un deportista búlgaro que compite en lucha grecorromana. Ganó tres medallas en el Campeonato Europeo de Lucha entre los años 2009 y 2014.

## Palmarés internacional
| Campeonato Europeo | Campeonato Europeo | Campeonato Europeo | Campeonato Europeo |
| Año                | Lugar              | Medalla            | Categoría          |
| ------------------ | ------------------ | ------------------ | ------------------ |
| 2009               | Vilna (Lituania)   | Medalla de bronce  | 55 kg              |
| 2012               | Belgrado (Serbia)  | Medalla de bronce  | 55 kg              |
| 2014               | Vantaa (Finlandia) | Medalla de oro     | 59 kg              |